# Majstori
Majstori (en serbe cyrillique : Мајстори) est un village du sud du Monténégro, dans la municipalité de Cetinje. Ce village ne compte plus d'habitant d'après le dernier recensement de 2003.

## Démographie

### Évolution historique de la population[1]
| 1948 | 1953 | 1961 | 1971 | 1981 | 1991 | 2003 |
| ---- | ---- | ---- | ---- | ---- | ---- | ---- |
| 0    | 0    | 0    | 50   | 0    | 0    | 0    |